# Solver
A Solver típusú programok olyan matematikai optimalizálási alkalmazások egy önálló számítógépes szoftverben vagy szoftverkönyvtárban, amellyel matematikai feladatot lehet megoldani. Solverrel valamilyen általánosított feladatot veszünk és számíttatjuk ki a megoldást. Célunk olyan általános modell megalkotása, melynek segítségével számos hasonló probléma megoldható.
Az egyik legismertebb ilyen szoftver a Microsoft Excel bővítményeként telepíthető Excel Solver program. Ennek a programnak az a működési elve, hogy a megszorítások figyelembevételével megvizsgálja a lehetséges megoldásokat, majd azok közül kiválasztja a számunkra legkedvezőbbet. Egy feladatnak lehet egy, több vagy akár végtelen sok optimális megoldása, de előfordulhat az is, hogy egy sincs.
Excel Solver segítségével az ún. célértékcellában található képlet optimális (minimális, maximális vagy adott célértéket felvevő) értékét keresheti meg a megkötések vagy korlátozások felállításával a munkalapon szereplő többi képletcella értékeiben. Ehhez Solver a cellák olyan, döntési változóknak vagy egyszerűen változócelláknak nevezett csoportját használja fel, amelyek a képletek kiszámításához használhatók a célérték- vagy a korlátozáscellában. A Solver úgy módosítja a döntési változócellák értékeit, hogy megfeleljenek a korlátozáscella megkötéseinek és a célértékcellához kívánt eredményt hozza létre.
Solver típusú programokkal tipikusan megoldható problémák az operációkutatásból ismert standard problémák. Ilyenek például az alábbiak:
- Szűk keresztmetszet optimalizálása;
- Keverési probléma;
- Hozzárendelési feladat;
- Az utazó ügynök problémája;
- Átrakodási feladat;
- Köztes raktár helyének meghatározása;
- Hátizsákprobléma;
- Készpénzillesztési probléma

Az Excel Solver használatának egyszerűségét bemutatja ez a videógyűjtemény.

## Fordítás
Ez a szócikk részben vagy egészben  a   Solver című angol Wikipédia-szócikk ezen változatának fordításán alapul.  Az eredeti cikk szerkesztőit annak laptörténete sorolja fel. Ez a jelzés csupán a megfogalmazás eredetét és a szerzői jogokat jelzi, nem szolgál a cikkben szereplő információk forrásmegjelöléseként.